# Nicholas Soames
Nicholas Soames, właśc. sir Arthur Nicholas Winston Soames (ur. 12 lutego 1948) – brytyjski polityk, związany z Partią Konserwatywną. Członek Izby Gmin z okręgu Mid Sussex. Jego polityczne zainteresowania obejmują sprawy obrony narodowej, spraw zagranicznych, przemysłu i środowiska.

## Życiorys

### Młodość i edukacja
Urodzony w Croydon. Jest wnukiem dwukrotnego premiera Wielkiej Brytanii Winstona Churchilla, synem polityka Partii Konserwatywnej Christophera Soamesa i Mary Churchill oraz siostrzeńcem byłego ministra obrony Duncana Sandysa i Diany Churchill, dziennikarza Randolpha Churchilla i aktorki Sarah Churchill. Jego kuzynka, Evelin Soames, jest popularną konsultantką do spraw PR.
Naukę rozpoczął w St. Aubyns w Susseksie, później kontynuował ją w Eton College. Później studiował w Mons Officer Cadet School. Służbę wojskową odbywał w 11 pułku huzarów. Stacjonował min. w zachodnich Niemczech.

### Kariera
W 1970 r. został adiutantem księcia Walii. W 1972 r. rozpoczął pracę jako makler giełdowy. W 1974 r. został osobistym asystentem milionera Jamesa Goldsmitha, zaś w 1976 r. amerykańskiego senatora Marka Hatfielda. W 1978 r. zrezygnował z tego stanowiska i został dyrektorem Lloyds Brokers. Pomiędzy 1979 a 1981 r. był asystentem dyrektora Sedgwick Group.
Nieprzerwanie od 1983 r. Soames zasiada w Izbie Gmin. Najpierw reprezentował okręg Crawley, zaś od 1997 r. jest reprezentantem okręgu Mid Sussex.
Soames był parlamentarnym sekretarzem w ministerstwie rolnictwa, rybołówstwa i żywności w latach 1992–1994, sekretarzem stanu w ministerstwie obrony w latach 1994–1997 i ministrem obrony w gabinecie cieni w latach 2003–2005. Był również prezesem Framlington Second Dual Trust PLC oraz dyrektorem Aegis Defence Services.
9 maja 2005 r., krótko po tym, jak Michael Howard zrezygnował z funkcji lidera Partii Konserwatywnej, Soames zrezygnował ze swojej funkcji w gabinecie cieni. Niedługo później zdementował pogłoski, jakoby zamierzał kandydować na opróżnione stanowisko. Jak sam stwierdził, chce tylko mieć wolną rękę w myśleniu o przyszłości partii. Podczas wyborów udzielił poparcia Davidowi Cameronowi.
W refendum w 2016 opowiedział się przeciwko wyjściu Wielkiej Brytanii z Unii Europejskiej. W 2019 był jednym z 21 posłów występujących przeciwko działaniom premiera Borisa Johnsona, prowadzących do tzw. twardego Brexitu. W związku z tym został wydalony z klubu torysów, zasiadając w Izbie Gmin jako poseł niezrzeszony.
Publicznie ogłosił, że nie wystartuje w wyborach parlamentarnych w 2022.

## Życie prywatne
Soames żenił się dwukrotnie. Po raz pierwszy w 1981 r. z Catherine Weatherall, córką kapitana Anthony’ego Weatheralla. Z tego małżeństwa ma jednego syna, Arthura Harry’ego Davida Soamesa (ur. 1985). Małżeństwo Soamesa zakończyło się rozwodem w 1988 r. Swój drugi związek małżeński zawarł w 1993 r. z Sereną Smith, córką sir Johna Smitha, siostrzenicą obecnej księżnej Grafton. Z tego małżeństwa doczekał się córki Isabelli Soames (ur. 28 listopada 1996) i syna Christophera Soamesa (ur. 11 stycznia 2001).
Soames jest bliskim przyjacielem księcia Walii i publicznie krytykował księżną Dianę podczas jej rozwodu z księciem Walii. Jego hobby to rugby, czytanie książek i polowanie.